# Gerard Bergholtz
Gerard (Pummie) Bergholtz sinh ngày 29 tháng 8 năm 1939 tại thành phố Maastricht,Hà Lan, trước đây ông là một cầu thủ bóng đá người Hà Lan.
Vào năm 1957, Bergholtz bắt đầu sự nghiệp, là một tiền đạo trong đội cầu thủ bóng đá chuyên nghiệp của Thành phố Maastricht: Maastrichtse Voetbal Vereniging (viết tắt là MVV). Sau bốn mùa đá cho đội tuyển này, Bergholtz đã chuyển sang đội Feyenoord (là một đội bóng đá chuyên nghiệp của Thành phố Rotterdam). Ông ta cũng ở lại đây bốn mùa và thi đấu 102 trận. Năm 1962 và 1965, ông trở thành cầu thủ bóng đá vô địch trong nước của đội tuyển Feyenoord.
Năm 1965, Ông là người Hà Lan đá cho đội tuyển bóng đá chuyên nghiệp của Brussel, Bỉ: Anderlecht. Sau đó, ông là nhà vô địch bóng đá trong nước trong các năm 1966, 1967 và 1968. Trong mùa bóng đá cuối cùng của ông tại Anderlecht, ông ta thi đấu chỉ có bốn trận đấu trong năm đó và ông đã đến một đội bóng đá khác ở Brussels: Racing White AC.
Tại Racing White AC ông ở lại đó ba năm. Vào năm 1973,đội này đổi thành đội Racing White Daring Molenbeek, là sự sáp nhập của hai đội: Racing White và Daring Molenbeek (viết tắt là RWDM). Ông chỉ ở lại đội này một mùa bóng đá. Năm 1974, Bergholtz bắt đầu chơi cho đội RAEC Mons của Bỉ (thuộc trình độ bóng đá hạng II).Năm 1976, ông chấm dứt sự nghiệp cầu thủ bóng đá của mình.
Bergholtz cũng đã chơi 12 lần cho đội tuyển quốc gia Hà Lan.
Sau đó Bergholtz làm huấn luyện viên cho một số đội bóng đá nhỏ của Bỉ như Lanaken, Bilzen, Sint-Truidense VV,Patro Eisden, KFC Diest và AA Gent.